# Claude Schnell
Claude Schnell (Brooklyn, 17 maggio 1958) è un tastierista statunitense.

## Discografia
Con i Rough Cutt 
- 1983 – Hollywoods Hottest Unsigned Rock Bands

 Con i Dio 
Album studio
- 1984 – The Last in Line
- 1985 – Sacred Heart
- 1987 – Dream Evil

Live
- 1986 – Intermission

 Con Mark Edwards 
- 1985 – Code of Honor

 Con gli Y&T 
- 1985 – Down for the Count

 Con i Loudness 
- 1989 – Soldier of Fortune

 Con i Doro 
- 1989 – Force Majeure

 Con gli Impellitteri 
- 1993 – Victim of the System

 Con Gary Hoey 
- 1993 – Animal Instinct

 Con Neil Turbin 
- 2003 – Threatcon Delta

 Con i Last in Line 
- 2016 – Heavy Crown